# Lopburi (rivier)
De Lopburi (Thai: แม่น้ำลพบุรี) is een zijrivier van de Chao Phraya in Centraal-Thailand. Het scheidt zich van de Chao Phraya bij Tambon Bang Phutsa, Singburi. De rivier stroomt door Tha Wung en Lopburi en stroomt weer samen met de Chao Phraya, net als de Pa Sak bij Ayutthaya. Deze drie rivieren vormen een soort rechthoek, waardoor een eiland is ontstaan. Hier is in de 14e eeuw Ayutthaya gesticht. De rivier is ongeveer 95 kilometer lang. 